# Zid
Zid općenito označava uspravan dio zgrade koji nosi krovište ili pregrađuje unutarnji prostor, ili jednostavno vanjsku zidanu ogradu. Uloge zida u gradnji su brojne: nosivost, pregrađivanje, toplinska zaštita, zvučna zaštita, zaštita od oborina, vjetra itd. Zid također može biti i: potporni zid, brana u svrhu korištenja voda rijeke, gradski zid za zaštitu utvrđenih gradova kroz povijest.
Konstruktivno, zidove dijelimo na nosive i ne-nosive - nosivi zidovi su oni koji preuzimaju opterećenje drugih elemenata konstrukcije (stropnih ploča, krovova itd.) dok ne-nosivi zidovi preuzimaju samo vlastito opterećenje, te najčešće služe kao pregrada u prostoru. Također, zidove dijelimo na unutarnje i vanjske - razlika je u tome što vanjski zidovi čine vanjsku opnu građevine te su izloženi vanjskim uvjetima (moraju postići izolacijska, fizikalna i druga svojstva).
U tradicionalnom smislu, zid predstavlja zidanu konstrukciju - dakle masivnu konstrukciju sazidanu od opeke, kamena i sličnih elemenata, kojom se tradicionalno bave zidari. Danas to su i lagane konstrukcije (primjerice, drvene i čelične konstrukcije, ili gipskartonske ploče na potkonstrukciji kao pregradni zidovi).

## Materijali
U izvornom smislu zidarstvo koristi opeku ili umjetni kamen koji se veže žbukom. Zidovi građeni bez korištenja žbuke (slagani) se nazivaju suhozidovi. Danas, najčešći materijal za gradnju zidova je armirani beton, zbog svojih izvrsnih nosivih svojstava, monolitnosti, jednostavne izvedbe i proračuna, ekonomičnosti, brojnih oblikovnih mogućnosti i drugih prednosti. U zidanim konstrukcijama često se koriste termo-izolacijski blokovi - prošupljenih materijala, zbog boljih izolacijskih svojstava. No, kada se radi o standardnim materijalima, prema današnjim propisima gradnje kod zidova je potrebno postići zadovoljavajuća toplinsko-izolacijska svojstva, što se najčešće radi dodatnim toplinsko-izolacijskim materijalima, uz samu nosivu konstrukciju zida (često razne vrste polistirena, mineralna vuna i sl.). U laganim konstrukcijama materijali za gradnju zidova najčešće su drvo i čelik, uz koje se podrazumijeva i niz drugih slojeva konstrukcije koji ispunjavaju uvjete.

## Poznati zidovi
- Berlinski zid (1961-1989)
- Kineski zid
- Veliki gorganski zid
- Limes, bivša sjeverna granica rimskog carstva
- Antoninov i Hadrijanov zid
- Zid plača u Jeruzalemu
- Dubrovačke gradske zidine

## Vanjske poveznice
|  | Wikicitati imaju zbirke citata o temi Zid |